# 红盐池之战
红盐池之战，明宪宗成化九年（1473年）九月，明军对入寇河套的漠南蒙古老营奔袭战。
成化六年（1470年）以来，蒙古癿加思兰部、孛罗忽部、蒙古可汗满都鲁相继入居河套地区，经常在宁夏、甘肃、陕西出没，抢掠明朝边民人畜财物。明朝三次命将，聚兵八万，想要收复河套，但都未敢轻进。成化九年（1473年），王越与刘聚在温天岭击败蒙古军队，晋升为左都御史。当时明廷三次调换大将，但都以王越总督军务。同年九月十二日，满都鲁、孛罗忽、癿加思兰各率精锐出河套，抵达陕西西部、宁夏、甘肃一带抢掠。明軍陕西参赞軍务、左都御史王越决定，以蒙古军主力出掠之机，捣其巢穴。与总兵官许宁，游击将军周玉各率兵4600，从榆林红山儿出发，日夜兼程抵达红盐池。王越用计把弱马分布在阵后，以虚张声势，精壮骑兵安排在阵前，许宁率左队，周玉率右队，张开两翼。又分1000余骑，埋伏在营侧。明军进至蒙古营地外20里许，蒙古军聚集抵抗。此时明军伏兵出现，前后夹击，大破蒙古军，斩首355級，获得驼马、牛、羊、器械无数，并毁坏其帐篷、庐舍，然后撤军。满都鲁等抢掠返回后，则妻子畜产已被明军荡尽，相顾痛哭，率军追击明军，然王越又设伏兵将其击退。满都鲁见老营被毁，只得率部远去，不敢再居河套。